# Fred Evans (attore)
Fred Evans, nato Alfred J.Evans (Londra, 1889 – Warwickshire, 1951), è stato un attore, regista e sceneggiatore inglese.
Le sue comiche lo resero immensamente popolare nel Regno Unito prima e durante la prima guerra mondiale.

## Filmografia

### Attore
- The Last of the Dandy, regia di David Aylott (1910)
- The Marriage of Muggins VC and a Further Exploit, regia di David Aylott (1910)
- Pimple Does the Turkey Trot, regia di W.P. Kellino (1912)
- The Whistling Bet  (1912)
- Pimple and the Snake, regia di W.P. Kellino (1912)
- Grand Harlequinade, regia di W.P. Kellino (1912)
- Pimple Becomes an Acrobat, regia di Fred Evans, Joe Evans (1912)
- The Whistling Wit, regia di Fred Evans, Joe Evans (1912)
- Pimple's Motor Bike, regia di Fred Evans, Joe Evans (1913)
- Pimple's Topical Gazette, regia di Fred Evans, Joe Evans (1920)
- Pimple's Topical Gazette, regia di Fred Evans, Joe Evans (1920)
- Pimple's Three Musketeers, regia di Fred Evans, Joe Evans (1922)